# Ospedale Beauregard
L'ospedale Beauregard (pron. fr. AFI: [boʁəɡaʁ] - in francese, Hôpital Beauregard) è una struttura sanitaria situata a Aosta, nella località omonima.

## Descrizione
A partire da gennaio 1985, l'ospedale Beauregard rileva il servizio di maternità dell'ospedale regionale, diventando così la struttura di riferimento per questo servizio per la media e l'alta Valle d'Aosta.
Nel 2020, conta 52 posti, di cui 9 in day hospital. Le specializzazioni sono: geriatria, neonatologia, ostetricia, ginecologia, pediatria e gastroenterologia.